# Thorsbergmoer
De Thorsbergmoer (Duits: Thorsberger Moor, Deens: Thorsberg Mose) is een veenmoeras in Süderbrarup in de Duitse deelstaat Sleeswijk-Holstein, waar talloze votiefgaven werden aangetroffen.

## Angelen
Het veenmoeras ligt in de streek Angeln of Anglia, een schiereiland dat deel uitmaakt van Jutland en waar de Angelen woonden voordat ze in de vijfde eeuw de oversteek naar Engeland maakten. Van de eerste tot de vijfde eeuw offerden zij in een meertje in het moeras wapens, schilden, kledingstukken, werktuigen, sieraden en andere voorwerpen van waarde. Sommige daarvan, met name de wapens, werden voorafgaand aan het offeren door beschadiging onbruikbaar gemaakt. De voorwerpen werden overwegend door Germaanse handwerkslieden vervaardigd. Enkele daarvan hebben inscripties in Runenschrift en dan met name in het oude Futhark. Er werden echter ook voorwerpen aangetroffen die van Romeinse makelij zijn.
De oudste vondsten, uit de tweede eeuw, vertonen tekenen van een vruchtbaarheidscultus die samenhing met de landbouw. Vanaf eind tweede eeuw werd hoofdzakelijk oorlogsbuit geofferd, zoals wapens en uitrustingsstukken, mogelijk in verband met de Marcomannenoorlog.

## Opgravingen
Van 1858 tot 1861 verrichtte de uit Flensburg afkomstige leraar Helvig Conrad Engelhardt er opgravingen, waarbij vondsten uit de eerste tot en met de vijfde eeuw n.Chr. aan het licht kwamen. Thans bevinden de objecten zich deels in het Deense nationaal museum en voor een deel in het Slot Gottorf in Schleswig.

## Afbeeldingen

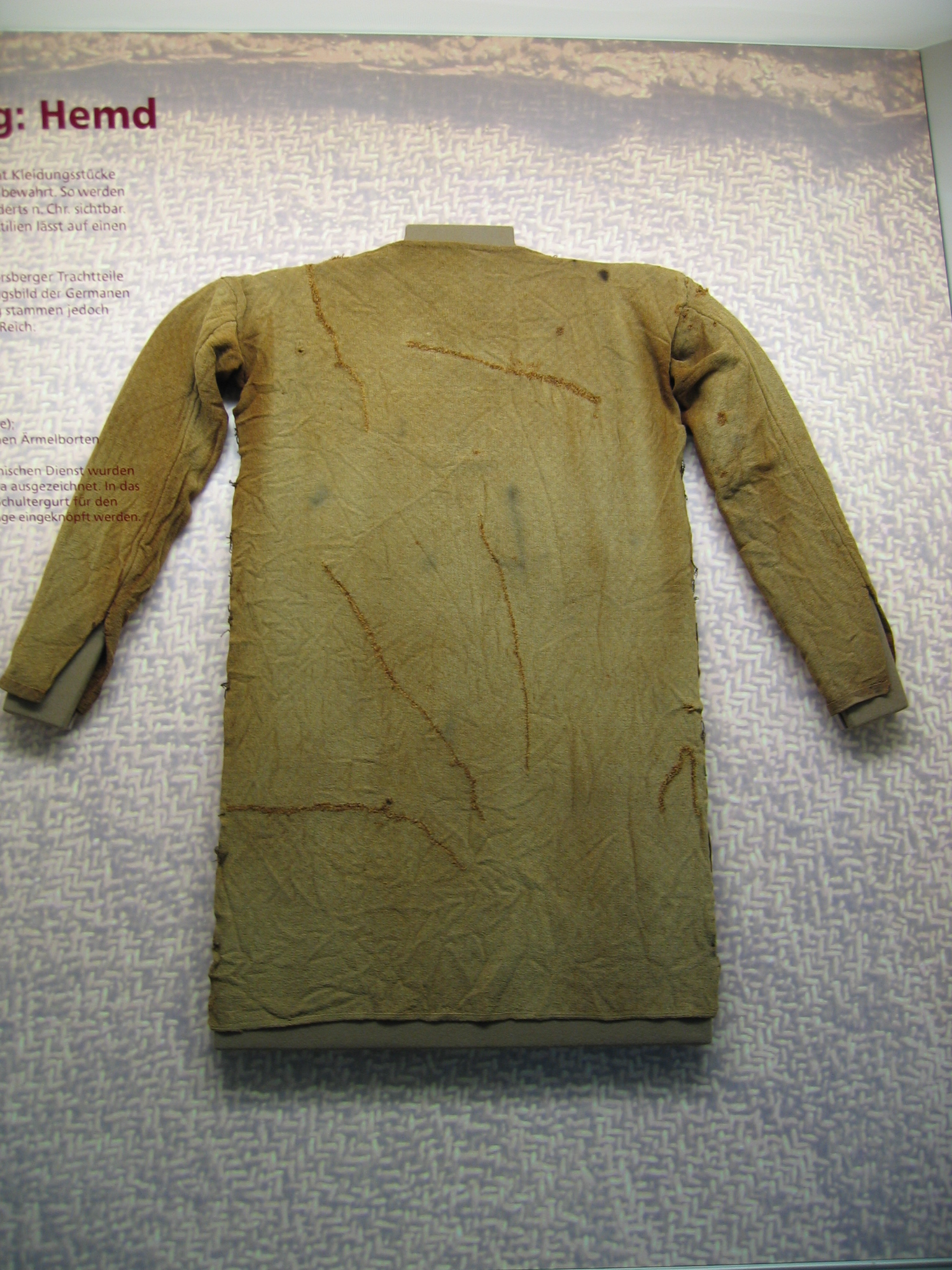
Germaanse tunika uit de vierde eeuw
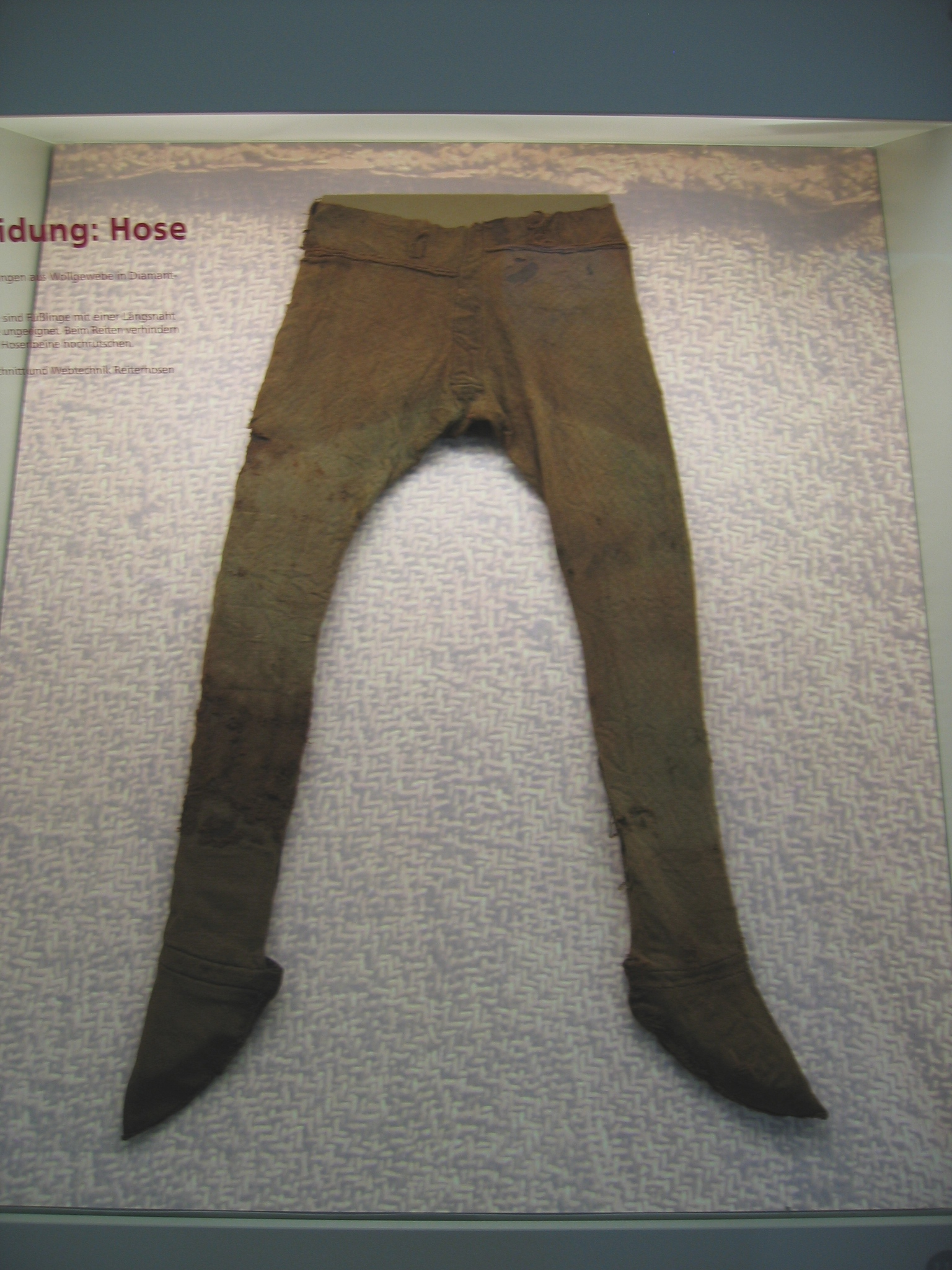
Broek met aangehechte kousen, vierde eeuw
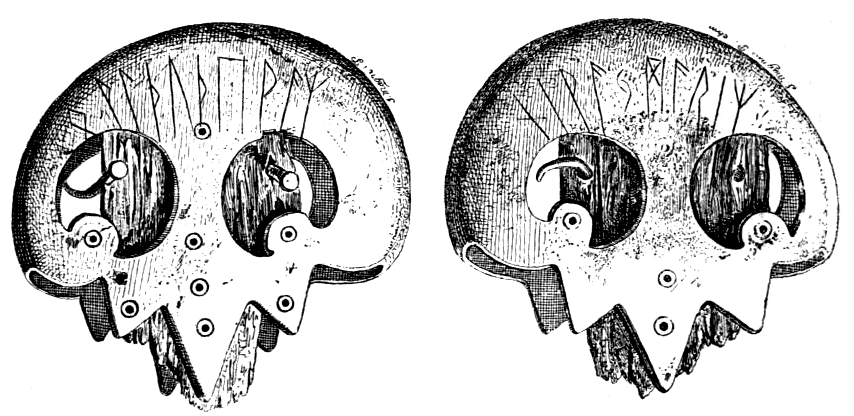
Tekening van de decoratie van een gesp, met runeninscriptie
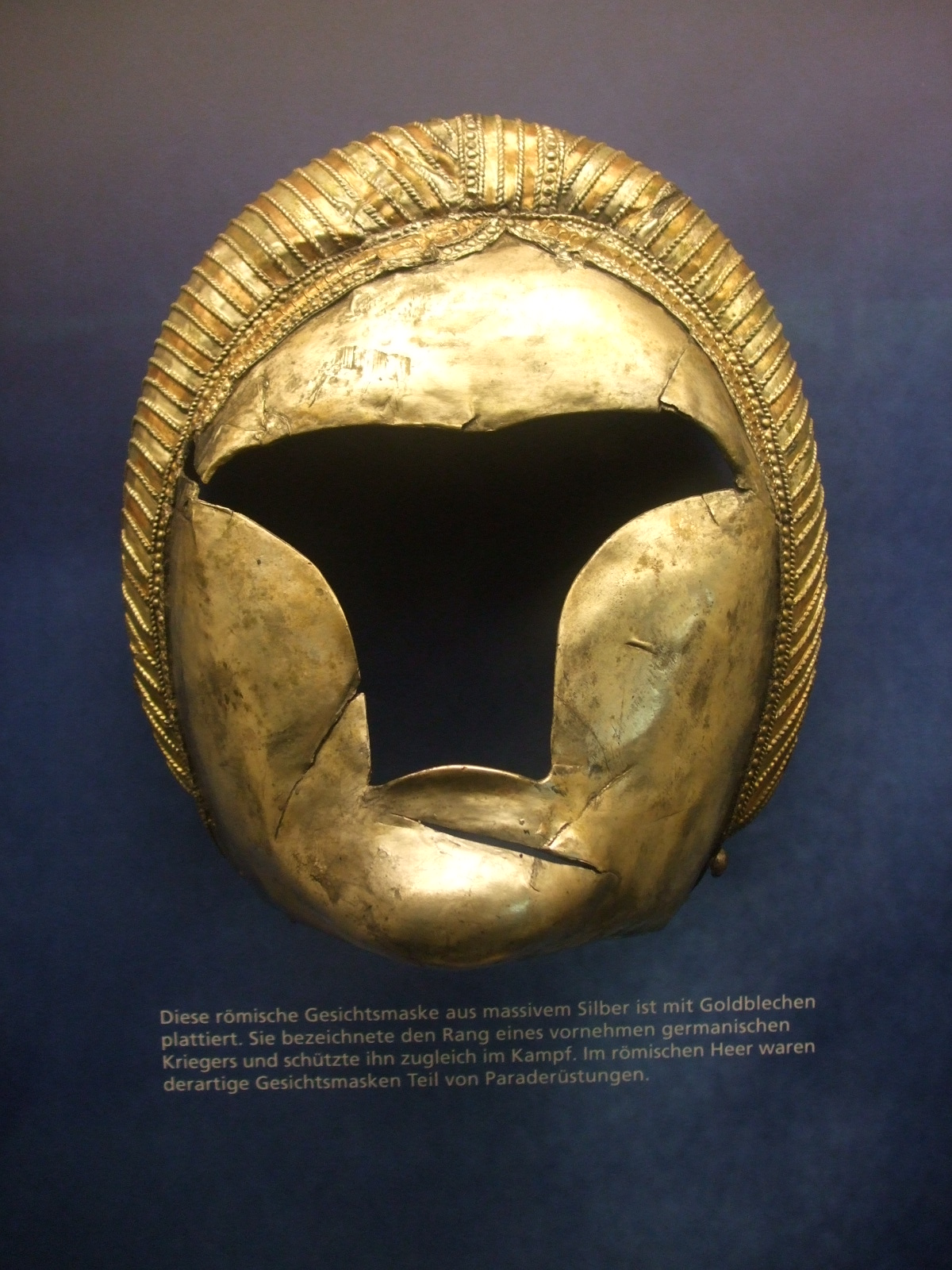
Ruitermasker van Romeinse makelij, derde eeuw
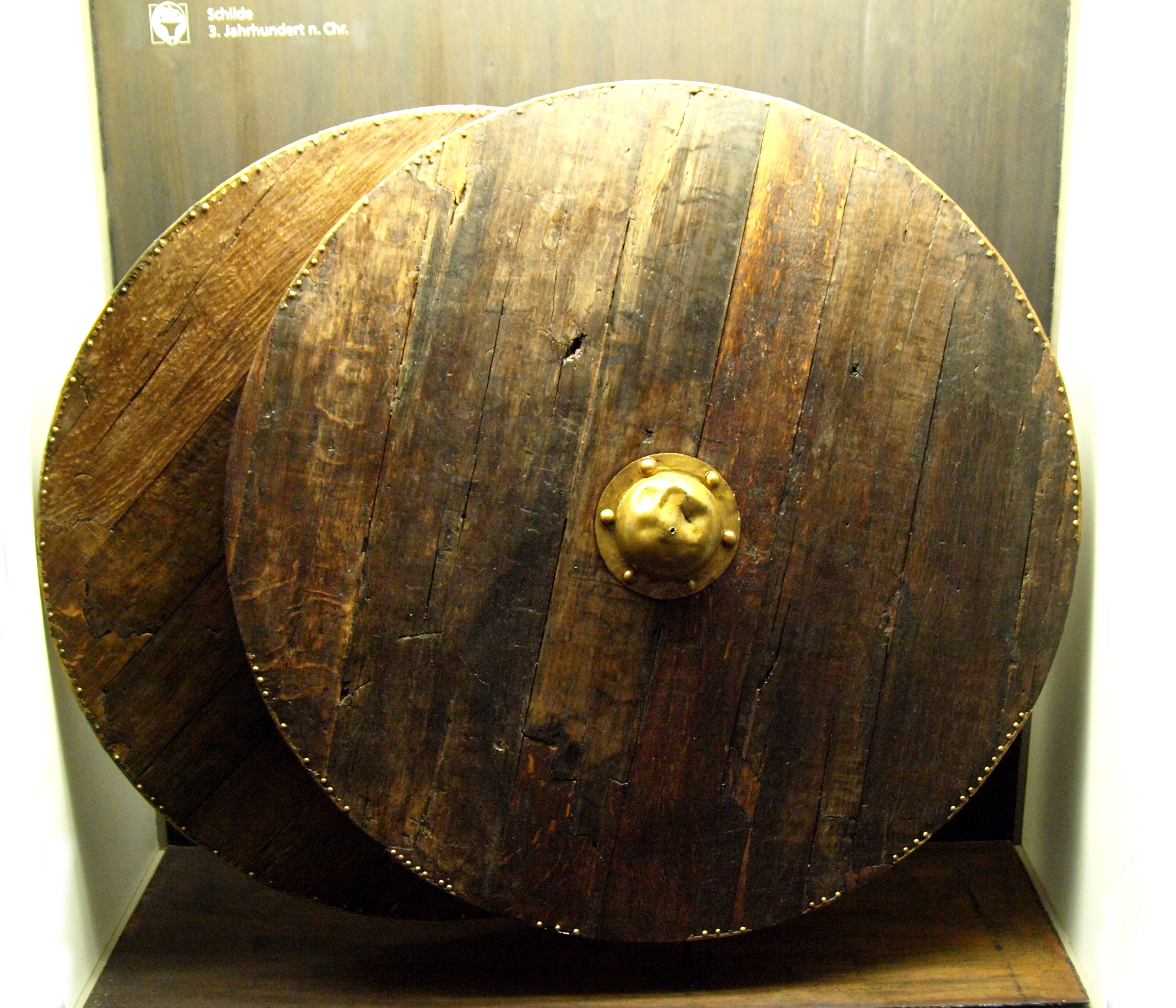
Twee schilden, derde eeuw